# Elias (Mendelssohn)

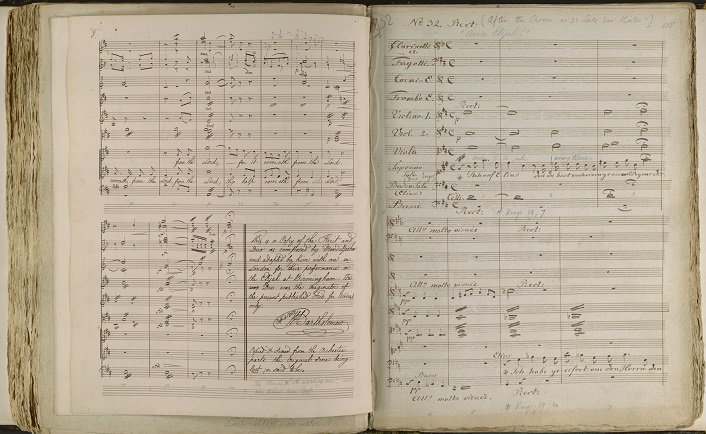
Abschrift des Elias für ein Konzert in England 1846

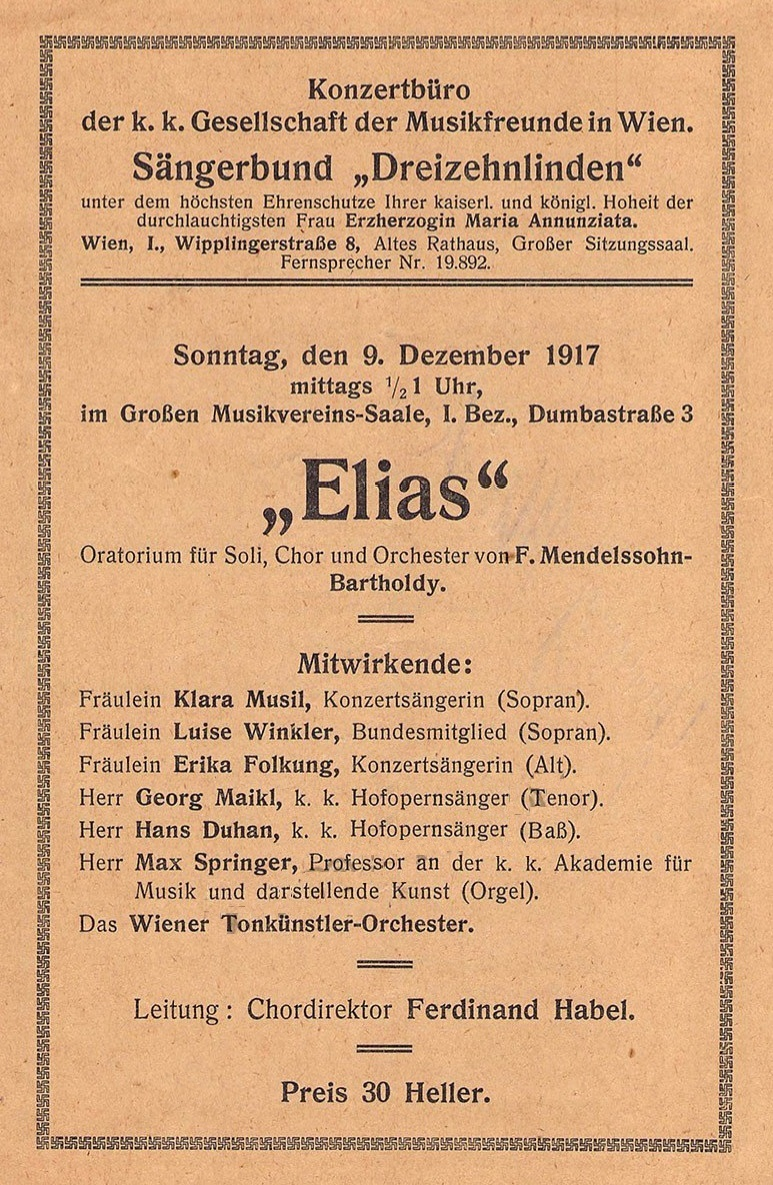
Konzertplakat 1917

Elias op. 70 (MWV A 25) ist ein Oratorium von Felix Mendelssohn Bartholdy über die Geschichte des biblischen Propheten Elias. Nachdem der Stoff Mendelssohn zehn Jahre beschäftigt hatte, wurde das Werk am 26. August 1846 beim Birmingham Triennial Music Festival in Birmingham uraufgeführt. Es zählt bis heute zu den bekanntesten Werken des Komponisten.

## Besetzung
Elias gab Mendelssohn Bartholdy die Möglichkeit zur Komposition von „recht dicken, starken, vollen Chören“ (Brief vom 18. Februar 1837 an Karl Klingemann); dies auch im Hinblick auf die erstarkten Singvereine, die nicht selten Hunderte von Sängern umfassten. Der Chor nimmt als Volk Israel, Baalspriesterschaft bzw. Chor der Seraphim an der Handlung teil. Das Orchester besteht aus 2 Flöten, 2 Oboen, 2 Klarinetten, 2 Fagotten, 4 Hörnern, 2 Trompeten, 3 Posaunen, 1 Ophikleide (heute oft von einer Basstuba gespielt), Pauken sowie Streichern (1. und 2. Violinen, Bratschen, Celli und Kontrabässe); Orgel.
Das Oratorium sieht folgende Solo-Rollenstimmen vor:
- Elias – Bass
- Die Witwe – Sopran
- Obadjah – Tenor
- Ahab – Tenor
- Die Königin – Alt

Daneben wird eine Vielzahl von Solostimmen (bis zu acht im Doppelquartett) verlangt sowie eine Knabenstimme.

## Entstehung
Bereits 1836 las Mendelssohn seinem Freund Ferdinand Hiller „mit bewegter Stimme“ die Passage Der Herr ging vorüber aus der Elias-Erzählung im 1. Buch der Könige (1 Kön 19,11–13 ) vor (in der Endfassung des Oratoriums Nr. 34). Er fand die Stelle „herrlich für ein Oratorium“. Mendelssohn war von der Gestalt des Elias fasziniert und wünschte sich auch für die eigene Zeit einen derartigen Propheten, „stark, eifrig, auch wohl bös und zornig und finster“ (aus einem Brief an Schubring, 1838). Die erste explizite Ankündigung Mendelssohns, dass er eine Vertonung des Elias-Stoffes plane, findet sich in einem Brief, den er 1837 seinem Jugendfreund Karl Klingemann schrieb.
Zusammen mit Klingemann entwarf er noch im Sommer desselben Jahres innerhalb von zwei Wochen ein Szenarium für den Elias, das Klingemann in der Folge durch eigene Verse und biblische Prosa hätte ergänzen sollen. Dieser reagierte jedoch nicht auf die mehrfachen Bitten Mendelssohns, die Verse zu vollenden. Daher beendete Mendelssohn im Mai 1838 die Zusammenarbeit mit Klingemann und wandte sich stattdessen an den Dessauer Pfarrer Julius Schubring, von dem bereits der Text zu Mendelssohns Paulus stammte.
Zunächst ruhte die Arbeit jedoch, bis Mendelssohn im Juni 1845 vom Manager des Birmingham Triennial Music Festival eingeladen wurde, dort ein neues Oratorium aufzuführen. Von der Textvorlage Schubrings, der den Stoff neutestamentlich deuten und an vielen Stellen des Textes Hinweise auf Christus einfügen wollte, verwendete Mendelssohn jedoch nur, was seinen eigenen Vorstellungen dienlich war: so z. B. die von Schubring vorgeschlagene Stelle Mt 13,43 , die Grundlage der Nr. 39 wurde. Er wollte sich nicht „zu sehr aus der Haltung des (alttestamentlichen) Ganzen entfern[en]“ (Brief an Schubring, 3. Februar 1846), gestaltete aber ganz selbstverständlich einen christologischen Ausblick, der das Kommen des Messias prophezeit, nicht nur ein Zugeständnis an Schubring, sondern eine theologisch positionelle Aussage des Komponisten des Paulus und getauften Christen.
War die Arbeit Mendelssohns an dem Stück zunächst von rein künstlerisch-ethischen Ansprüchen geprägt, so musste er nun unter Zeitdruck ein Werk liefern, das dem Rahmen des Birmingham Music Festival gerecht wurde, was zur Folge hatte, dass nach der ersten Aufführung eine tiefgreifende Umarbeitung erfolgte.
Die für die Birminghamer Aufführung erforderliche Übersetzung ins Englische besorgte William Bartholomew (1793–1867).

## Dramatik und Musik
Der erste Teil des Elias zeigt einen starken, kämpferischen Propheten, der sich auflehnt gegen die Vielgötterei der Königin im Nordreich, die als Kanaanäerin z. B. dem Baalskult anhing. Elias suchte diese Entwicklung zu beenden und alle Israeliten hinzuwenden zu dem einen Gott: Jahwe. Im Zentrum steht also die Auseinandersetzung Polytheismus gegen Monolatrie.
Der zweite Teil zeigt einen resignierenden, lebensüberdrüssigen Elias, der erst nach einer Zeit in der Wüste am Tiefpunkt seines Lebens wieder unter das Volk geht und eine Theophanie – ähnlich wie zuvor Moses und später Jesus Christus – erlebt. Seine Himmelfahrt sollte eigentlich nach Mendelssohns Willen das Stück abschließen. Schubring brachte ihn jedoch dazu, noch einen Anhang zu komponieren, der mit der Vertonung von prophetischen Hinweisen auf einen kommenden Messias (nicht aber explizit auf Christus) doch noch die Verbindung zum Neuen Testament herstellt.
Die Sorge um Wasser bildet den dramatischen Spannungsbogen des ersten Teils des Oratoriums. Die einleitende Ankündigung einer mehrjährigen Wasserknappheit durch den Propheten Elias („So wahr der Herr“) wird durch drei absteigende Tritoni untermalt. In der Ouvertüre steigert sich das Orchester zu einem mächtigen Crescendo, worauf der Chor mit einem Bittgebet („Hilf, Herr!“) und einem anschließenden A-cappella-Rezitativ („Die Tiefe ist versieget!“) einsetzt. Nach der Episode mit Elias und der Witwe von Zarpath („Was hast du an mir getan“) folgt die Auseinandersetzung mit König Ahab und den Baals-Priestern. Ihre Rufe: „Baal, erhöre uns!“ werden von Elias mit „Rufet lauter!“ verspottet. Den Abschluss des ersten Teils bildet das großangelegte „Regenwunder“, eingeleitet durch einen Dialog zwischen Elias und einem den Himmel beobachtenden Knaben, bis schließlich aus dem Meer eine kleine Wolke aufsteigt, die unter dem Jubel der Menge rauschende Regengüsse hervorbringt.
Der zweite Teil beginnt mit der Arie „Höre, Israel“, die ursprünglich für die Sopranistin Jenny Lind geschrieben wurde. Er ist weniger dramatisch als der erste Teil, enthält aber zahlreiche lyrische Momente, insbesondere die Arie „Es ist genug“, in der Elias’ verzweifelter Lebensüberdruss zum Ausdruck kommt. Auf diese Arie folgt als beruhigender Kontrast das A-cappella-Terzett „Hebe deine Augen auf“ für drei Frauenstimmen, gefolgt vom Chor „Siehe der Hüter Israels“, beide aus Psalm 121 .
Der zweite Teil zeigt die insgesamt bittere Niederlage des Propheten. Die Königin hetzt das Volk zum Mord am unbequemen Mahner Elias auf, der in der Wüste von Engelschören auf den Berg Horeb geleitet wird und in der Begegnung mit dem unsichtbaren Gott den Höhepunkt seines Prophetenlebens erfährt. Er zieht erneut mit neuem Mut zum Kampf gegen die Götterverehrer aus und fährt am Ende seines Lebens in einem feurigen Wagen gen Himmel. Der Schluss kündigt dann die Ankunft des Messias an, der sein Wirken fortführen wird.

## Inhalt
(in numerischer Reihenfolge)
Erster Teil
1. Einleitung („So wahr der Herr“), Ouvertüre
2. Chor und Rezitativ („Hilf, Herr!“ / „Die Tiefe ist versieget!“)
3. Duett mit Chor („Herr, höre unser Gebet!“)
4. Rezitativ („Zerreißet eure Herzen“)
5. Arie („So ihr mich von ganzem Herzen suchet“)
6. Chor („Aber der Herr sieht es nicht“)
7. Rezitativ („Elias! gehe weg von hinnen“)
8. Doppelquartett und Rezitativ („Denn er hat seinen Engeln befohlen“ / „Nun auch der Bach vertrocknet ist“)
9. Rezitativ, Arie und Duett („Was hast du an mir getan“)
10. Chor („Wohl dem, der den Herrn fürchtet“)
11. Rezitativ mit Chor („So wahr der Herr Zebaoth lebet“)
12. Chor („Baal, erhöre uns!“)
13. Rezitativ und Chor („Rufet lauter! Denn er ist ja Gott!“)
14. Rezitativ und Chor („Rufet lauter! Er hört euch nicht!“)
15. Arie („Herr Gott Abrahams“)
16. Quartett („Wirf dein Anliegen auf den Herrn“)
17. Rezitativ mit Chor („Der du deine Diener machst“)
18. Arie („Ist nicht des Herrn Wort“)
19. Arioso („Weh ihnen, dass sie von mir weichen“)
20. Rezitativ mit Chor („Hilf deinem Volk“)
21. Chor („Dank sei dir, Gott“)

Zweiter Teil
1. Arie, Rezitativ und Arie („Höre, Israel, höre des Herrn Stimme!“ / „So spricht der Herr“ / „Ich bin euer Tröster“)
2. Chor („Fürchte dich nicht“)
3. Rezitativ mit Chor („Der Herr hat dich erhoben“)
4. Chor („Wehe ihm, er muss sterben!“)
5. Rezitativ („Du Mann Gottes, lass meine Rede“)
6. Arie („Es ist genug“)
7. Rezitativ („Siehe, er schläft unter dem Wacholder“)
8. Terzett („Hebe deine Augen auf zu den Bergen“)
9. Chor („Siehe, der Hüter Israels“)
10. Rezitativ („Stehe du auf, Elias“)
11. Arie („Sei stille dem Herrn“)
12. Chor („Wer bis an das Ende beharrt“)
13. Rezitativ („Herr, es wird Nacht um mich“)
14. Chor („Der Herr ging vorüber“)
15. Rezitativ, Quartett mit Chor („Seraphim standen über ihm“ / „Heilig, heilig, heilig“)
16. Chor und Rezitativ („Gehe wiederum hinab“)
17. Arioso („Ja, es sollen wohl Berge“)
18. Chor („Und der Prophet Elias brach hervor“)
19. Arie („Dann werden die Gerechten leuchten“)
20. Rezitativ („Darum ward gesendet der Prophet Elias“)
21. Chor und Quartett („Aber einer erwacht von Mitternacht“ / „Wohlan, alle die ihr durstig seid“)
22. Schlusschor („Alsdann wird euer Licht“)

Die durchschnittliche Aufführungslänge beläuft sich pro Teil jeweils auf etwas mehr als 60 Minuten.

## Wirkungsgeschichte
Zum ersten Mal in der Musikgeschichte brachte ein Sonderzug etwa 300 Aufführende von London zur Erstaufführung in Birmingham, die Partie des Elias wurde von Josef Staudigl gesungen. Die Reaktion des Publikums und der Kritiker auf die Uraufführung am 26. August 1846 auf dem Musikfestival in Birmingham mit dem Bassisten Henry Phillips in der Titelrolle war durchweg positiv. Das Publikum forderte nach der dreieinhalbstündigen Vorstellung, in der auch Haydns Oratorium Die Schöpfung und Teile von Beethovens Missa solemnis aufgeführt wurden, mehrere Zugaben.
Nach der Uraufführung überarbeitete Mendelssohn sein Werk. Er komponierte einige Nummern völlig neu, andere überarbeitete er nur. Die nun endgültige Fassung präsentierte der Komponist dem englischen Publikum zwischen dem 16. und dem 30. April 1847 in sechs Konzerten in London, Manchester und Birmingham. Bei einem der Konzerte in der Londoner Exeter Hall waren Königin Victoria und ihr Prinzgemahl Albert anwesend, die Mendelssohn eine Audienz gewährten und ihm durch einen Eintrag in seinem Textbuch ihre Anerkennung ausdrückten. Vom englischen Königshof wurde Mendelssohn als „Elias der neuen Kunst“ gefeiert.
Mitte desselben Jahres erschien das Werk dann auch im Druck und im deutschsprachigen Raum begann man an verschiedenen Orten ebenfalls Aufführungen vorzubereiten. Die erste deutschsprachige Aufführung fand am 29. August 1847 in Köln statt.
Für den Herbst plante Mendelssohn von ihm selbst geleitete Aufführungen in Berlin und Leipzig, auch aus Wien wurde er angefragt. Da er aber plötzlich erkrankte und am 4. November 1847 an den Folgen mehrerer Schlaganfälle verstarb, konnte er selbst sein Werk nicht mehr auf Deutsch hören. Seine selbst geplanten Aufführungen fanden in Form von Gedächtnisfeiern am 27. November 1847 in Berlin unter der Leitung Wilhelm Tauberts und in Leipzig am 3. Februar 1848 – dem Geburtstag des Komponisten – unter der Leitung Niels Wilhelm Gades statt. Auch Jenny Lind, die Mendelssohn ursprünglich für den Part der Witwe vorgesehen hatte, sang diese Rolle erst nach seinem Tod im Rahmen eines Gedächtnisgottesdienstes in London.
Während dem Werk seine Popularität in England und Amerika (erste Aufführung 1847 in New York) bis heute erhalten blieb, war die Aufnahme in Deutschland kühler. Das nüchterner eingestellte Publikum des frühen 20. Jahrhunderts empfand die Musik als zu romantisch. In der Zeit des Nationalsozialismus ab 1933 war der Elias, wie sämtliche Werke Mendelssohns, zudem aus antisemitischen Gründen mit einem Aufführungsverbot belegt. Es konnte sich auch nach dem Zweiten Weltkrieg nur zögerlich wieder im Konzertbetrieb etablieren. Eine der ersten Aufführungen in Deutschland erfolgte 1959 unter Leitung von Hermann Amlung in Düsseldorf. Heute ist der Elias – zusammen mit Mendelssohns Paulus – jedoch wieder fester Bestandteil des Musiklebens: Aufgrund seiner packenden szenischen Dramatik und der mitreißenden Chöre erfreut er sich auch bei Laienchören hoher Beliebtheit und gilt manchen gar als Höhepunkt des Schaffens Mendelssohns.